# Операція об'єднаних сил

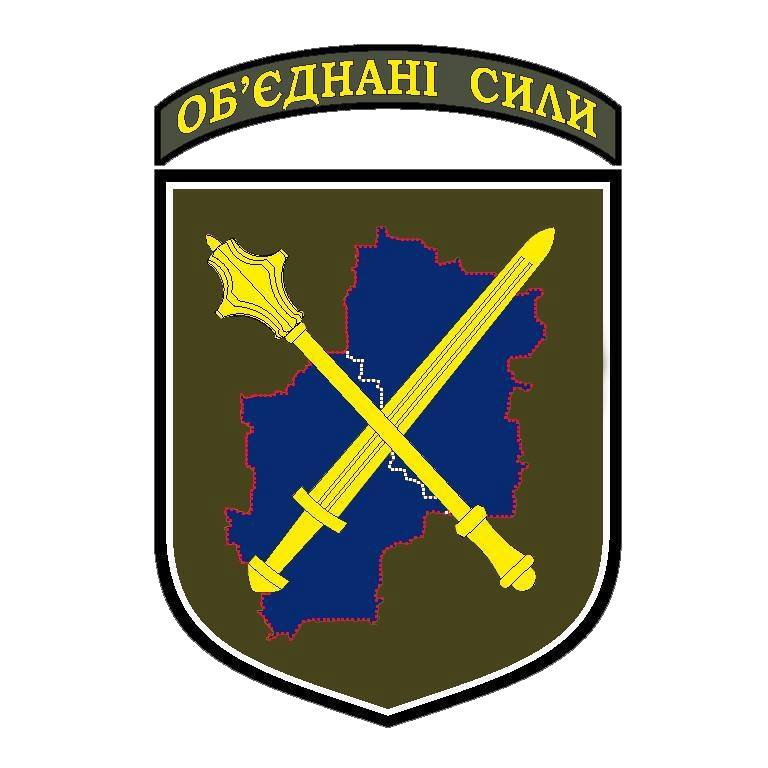
Емблема Об'єднаних сил

Операція Об'єднаних сил (ООС) — комплекс військових і спеціальних організаційно-правових заходів українських силових структур 30 квітня 2018 — 24 лютого 2022 року, спрямований на протидію діяльності незаконних російських і проросійських збройних формувань у війні на сході України.
Проведення операції передбачається виконанням Закону України «Про особливості державної політики із забезпечення державного суверенітету України на тимчасово окупованих територіях у Донецькій та Луганській областях». Операція Об'єднаних сил, фактично, є переформатуванням Антитерористичної операції (АТО) з введенням воєнного або надзвичайного стану, переданням управління від СБУ, яка формально керувала АТО, до Об'єднаного оперативного штабу ЗСУ. Початок операції об'єднаних сил — з 14:00 30 квітня 2018 року.
24 лютого 2022 року, після широкомасштабного нападу Росії на Україну, військові частини та підрозділи, що брали участь в ООС, утворили угруповання Об'єднаних сил, до складу якого входять оперативно-тактичні угруповання «Схід» і «Північ» та частини безпосереднього підпорядкування (ЧБП). Угруповання ОС разом з іншими силами і засобами, що беруть безпосередню участь у поточних бойових діях на сході і півдні країни, підпорядковуються командувачу Сил оборони України (станом на березень — травень 2022 — генерал-лейтенант Сергій Наєв). У червні 2022 року угруповання перебудоване в кілька оперативно-тактичних угруповань безпосереднього підпорядкування.
Основними відмінностями від режиму АТО є:
- Повноваження з керування військовими та правоохоронними підрозділами на Донбасі переходять від СБУ до Генерального штабу, який очолює Збройні сили України.
- Вводиться посада Командувача об'єднаних сил для керування всіма військовими й правоохоронними підрозділами, залученими для проведення заходів із забезпечення національної оборони та відсічі збройної агресії Росії в Донецькій і Луганських областях. Командувач об'єднаних сил призначається президентом за поданням начальника Генштабу. Його повноваження також мають бути окремо визначені відповідним рішенням президента. У його підпорядкуванні є Об'єднаний оперативний штаб Збройних Сил. До штабу ввійдуть усі роди Збройних Сил і правоохоронці, які перебуватимуть на території проведення заходів із нацбезпеки до виведення окупаційних військ.
- Усі рішення в зоні проведення ООС на Донбасі ухвалює Командувач об'єднаних сил.
- З'явилися поняття «райони бойових дій» і «зони безпеки». «Зони безпеки» розташовані на контрольованих урядом територіях поруч із лінією розмежування. Межі «зон безпеки» визначає начальник Генерального штабу за поданням Командувача об'єднаних сил.
- На території проведення ООС діє особливий порядок, який наділяє військовослужбовців розширеними правами.

## Історія
18 січня 2018 року Верховна Рада України за поданням Президента України Петра Порошенка прийняла закон «Про особливості державної політики із забезпечення державного суверенітету України на тимчасово окупованих територіях у Донецькій та Луганській областях». Президент підписав закон 20 лютого. У законі окрема увага приділяється запровадженню воєнного стану. У випадку введення воєнного стану координацію і контроль на окупованій території Донецької та Луганської областей здійснює Об'єднаний оперативний штаб ЗСУ під керівництвом Генштабу.
16 березня командувачем об'єднаних сил на Донбасі призначено генерал-лейтенанта Сергія Наєва. Командувач об'єднаних сил здійснює керівництво через Об'єднаний оперативний штаб ЗС України, начальник штабу є першим заступником командувача Об'єднаних сил.
30 квітня 2018 року Президент України й Верховний Головнокомандувач Петро Порошенко підписав указ «Про затвердження рішення РНБО „Про широкомасштабну антитерористичну операцію на території Донецької та Луганської областей“», яким вводиться в дію рішення Ради національної безпеки й оборони. Глава держави також підписав наказ Верховного Головнокомандувача ЗСУ «Про початок операції Об'єднаних сил із забезпечення національної безпеки й оборони, відсічі та стримування збройної агресії Російської Федерації на території Донецької та Луганської областей». Згідно з наказом, з 14:00 30 квітня 2018 року розпочато операцію Об'єднаних сил відповідно до плану операції об'єднаних сил. Крім того, Президент підписав наказ Верховного Головнокомандувача ЗСУ «Про затвердження положення про Об'єднаний оперативний штаб ЗСУ».
6 травня 2019 року Президент України Петро Порошенко призначив командувачем операції Об'єднаних сил генерал-лейтенанта Олександра Сирського.
5 серпня 2019 року Президент України Володимир Зеленський призначив командувачем операції Об'єднаних сил генерал-лейтенанта Володимира Кравченка.
28 липня 2021 року Президент України Володимир Зеленський призначив командувачем Об'єднаних сил генерал-лейтенанта Олександра Павлюка.
15 березня 2022 року Президент України призначив командувачем угруповання Об'єднаних сил генерал-майора Едуарда Москальова.

## Командування
Командувачі
* 16.03.2018—06.05.2019: генерал-лейтенант Наєв Сергій Іванович
- 06.05.2019—05.08.2019: генерал-лейтенант Сирський Олександр Станіславович
- 05.08.2019—28.07.2021: генерал-лейтенант Кравченко Володимир Анатолійович
- 28.07.2021—15.03.2022: генерал-лейтенант Павлюк Олександр Олексійович[10]
- 15.03.2022—26.02.2023: генерал-майор Москальов Едуард Михайлович[11]

Начальники штабу
- 2018: генерал-майор Залужний Валерій Федорович[12]
- 2019: генерал-майор Ковальчук Андрій Трохимович[13]
- 2019: генерал-майор Танцюра Ігор Іванович[14]
- з 2020: генерал-майор Кидонь Володимир Іванович[15][16][17][18]
- на 04.2022: бригадний генерал Шевченко Анатолій Михайлович[19]

## Символіка

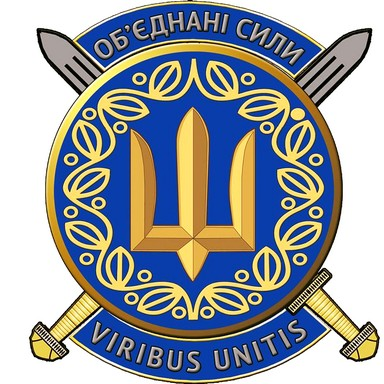
Пропонована емблема Об'єднаних сил, травень 2018.

Навесні 2018 року пропонувалася емблема з гаслом «Viribus Unitis». Переклад з латини — «Спільними зусиллями».